# Ernestia cataractae
Ernestia cataractae är en tvåhjärtbladig växtart som beskrevs av Thomas Gaskell Tutin. Ernestia cataractae ingår i släktet Ernestia och familjen Melastomataceae. Inga underarter finns listade i Catalogue of Life.